# Lista de governadores da Guiné Portuguesa
Segue-se uma lista dos governadores portugueses na Guiné Portuguesa (actual Guiné-Bissau). As datas referem-se à tomada e cessação do cargo, e as datas em itálico indicam a continuidade de facto do cargo.
Em 1614 Cacheu tornou-se uma colónia Portuguesa sujeita a Cabo Verde. Em 1692 Bissau tornou-se uma colónia Portuguesa sujeita a Cabo Verde. A 21 de Abril de 1870, uma Arbitragem Internacional concede Bolama a Portugal, sendo-lhe restaurada a 1 de Outubro desse ano. Em 1879 Bissau e Cacheu foram unificadas na Guiné Portuguesa e separadas de Cabo Verde. A 11 de Junho de 1951 tornou-se uma província ultramarina. Em 1972 tornou-se um estado. A independência da República da Guiné-Bissau foi proclamada a 24 de Setembro de 1973 e reconhecida por Portugal a 10 de Setembro de 1974.

## Cacheu
| Período                                                   | Incumbente | Notas                                                |
| --------------------------------------------------------- | --- | ---------------------------------------------------- |
| Administração, Capitania-Mor e Governo da Praça de Cacheu | |                                                      |
| Julho de 1615 - Abril de 1619                             | Baltasar Pereira de Castelo-Branco, Administrador de Cacheu                                                          |                                                      |
| Abril de 1619 - Julho de 1620                             | António de Proença, Administrador de Cacheu                                                                          |                                                      |
| Julho de 1620 - 1620                                      | Francisco de Moura, Administrador de Cacheu                                                                          |                                                      |
| 1620 - Setembro de 1623                                   | Francisco de Távora, Administrador de Cacheu                                                                         |                                                      |
| Setembro de 1623 - c. 1625                                | ..., Administrador de Cacheu                                                                                         |                                                      |
| c. 1625 - c. 1632                                         | Francisco Sodré Pereira, Administrador de Cacheu                                                                     |                                                      |
| 163? - 1634                                               | Francisco Nunes de Andrade, Administrador de Cacheu                                                                  |                                                      |
| 1634                                                      | Domingos Lobo Reimão, Administrador de Cacheu                                                                        |                                                      |
| c. 1635 - 163?                                            | Manuel Ferreira de Brito, Administrador de Cacheu                                                                    | Morreu em funções                                    |
| 163? - 1641                                               | Luís de Magalhães, Capitão-Mor de Cacheu                                                                             |                                                      |
| 1641 - 1644                                               | Gonçalo de Gamboa de Ayala, Capitão-Mor de Cacheu                                                                    | 1.º Mandato; morreu em 1650                          |
| 1644                                                      | Paulo Barradas da Silva, Capitão-Mor de Cacheu                                                                       | Capitão-Mor em exercício; morreu em 1647             |
| 1644 - 1649                                               | Gonçalo de Gamboa de Ayala, Capitão-Mor de Cacheu                                                                    | 2.º Mandato; morreu em 1650                          |
| 1648 - 1649                                               | Belchior Teixeira Cabral, Capitão-Mor de Cacheu                                                                      | Capitão-Mor em exercício por Gonçalo de Gamboa Ayala |
| 1649 - 1650                                               | Gaspar Vogado, Capitão-Mor de Cacheu                                                                                 | Em exercício                                         |
| 1650                                                      | António Mendes Arnaut, Capitão-Mor de Cacheu                                                                         | Não tomou posse                                      |
| 1650 - 1654                                               | João Carreiro Fidalgo, Capitão-Mor de Cacheu                                                                         |                                                      |
| c. 1655                                                   | Manuel Paços de Figueiroa, Capitão-Mor de Cacheu                                                                     |                                                      |
| 1655 - 1657                                               | Francisco Pereira da Cunha, Capitão-Mor de Cacheu                                                                    |                                                      |
| 1657 - 1662                                               | Manuel Dias Cotrim (Quotrim), Capitão-Mor de Cacheu                                                                  |                                                      |
| 1662 - 1664                                               | António da Fonseca de Ornelas, Capitão-Mor de Cacheu                                                                 |                                                      |
| 1664 - 1667?                                              | João de Carvalho Moutinho, Capitão-Mor de Cacheu                                                                     |                                                      |
| 1667 - 1670?                                              | Manuel de Almeida, Capitão-Mor de Cacheu                                                                             |                                                      |
| 1670? - 167?                                              | Ambrósio Gomes, Capitão-Mor de Cacheu                                                                                | Em exercício (1621 - 1679)                           |
| c. 1671                                                   | Manuel Pacheco de Melo, Capitão-Mor de Cacheu                                                                        |                                                      |
| c. 1671 - c. 1673                                         | Manuel Moniz de Mendonça, Capitão-Mor de Cacheu                                                                      |                                                      |
| c. 1674 - 1676                                            | Sebastião Vidigal da Rosa, Capitão-Mor de Cacheu                                                                     |                                                      |
| 1676 - 1682                                               | António de Barros Bezerra, Capitão-Mor de Cacheu                                                                     | 1.º Mandato                                          |
| 1682 - 1685                                               | Gaspar da Fonseca Pacheco, Capitão-Mor de Cacheu                                                                     |                                                      |
| 1685 - 1686                                               | João Gonçalves de Oliveira, Capitão-Mor de Cacheu                                                                    |                                                      |
| 1686 - 1688                                               | António de Barros Bezerra, Capitão-Mor de Cacheu                                                                     | 2.º Mandato                                          |
| 1688 - 1689                                               | Rodrigo de Oliveira da Fonseca, Capitão-Mor de Cacheu                                                                |                                                      |
| 1689 - 1690                                               | José Pinheiro da Câmara, Capitão-Mor de Cacheu                                                                       | 1.º Mandato                                          |
| 1690 - 1691                                               | Domingos Monteiro de Carvalho, Capitão-Mor de Cacheu                                                                 | Morreu em funções                                    |
| 1691 - 7 de Janeiro de 1692                               | Santos Vidigal Castanho, Capitão-Mor de Cacheu                                                                       | 1.º Mandato; morreu em 1707                          |
| 7 de Janeiro de 1692 - 15 de Março de 1694                | José Pinheiro da Câmara, Capitão-Mor de Cacheu                                                                       | 2.º Mandato                                          |
| 1694 - 1706                                               | Santos Vidigal Castanho, Capitão-Mor de Cacheu                                                                       | 2.º Mandato; morreu em 1707                          |
| 1706 - Junho de 1708                                      | Paulo Gomes de Abreu e Lima, Capitão-Mor de Cacheu                                                                   | (1664 - 17??)                                        |
| 1708 - 1715                                               | ..., Capitão-Mor de Cacheu                                                                                           |                                                      |
| 1715 - 1719                                               | António de Barros Bezerra, Jr., Capitão-Mor de Cacheu                                                                | 1.º Mandato; morreu em 1737                          |
| 1719 - 17??                                               | Inácio Lopes Ferreira, Capitão-Mor de Cacheu                                                                         |                                                      |
| 17?? - c. 1721                                            | Manuel Lopes Lobo, Capitão-Mor de Cacheu                                                                             | 1.º Mandato                                          |
| c. 1721 - 17??                                            | António de Barros Bezerra, Jr., Capitão-Mor de Cacheu                                                                | 2.º Mandato; morreu em 1737                          |
| c. 1723 - 1727?                                           | Pedro de Barros, Capitão-Mor de Cacheu                                                                               |                                                      |
| 1727? - 1730?                                             | Manuel Lopes Lobo, Capitão-Mor de Cacheu                                                                             | 2.º Mandato                                          |
| 1730 - 1731                                               | João Perestrelo, Capitão-Mor de Cacheu                                                                               |                                                      |
| 1731 - 1734                                               | António de Barros Bezerra, Jr., Capitão-Mor de Cacheu                                                                | 3.º Mandato; morreu em 1737                          |
| 1733 - c. 1737                                            | João Pereira de Carvalho, Capitão-Mor de Cacheu                                                                      |                                                      |
| c. 1737 - c. 1740                                         | Damião de Bastos, Capitão-Mor de Cacheu                                                                              |                                                      |
| c. 1741 - 174?                                            | Nicolau de Pina de Araújo, Capitão-Mor de Cacheu                                                                     |                                                      |
| c. 1744                                                   | Manuel Pires Correia, Capitão-Mor de Cacheu                                                                          |                                                      |
| c. 1747                                                   | Dionísio de Carvalho de Abreu, Capitão-Mor de Cacheu                                                                 |                                                      |
| 1748 - 1751                                               | João de Távora, Capitão-Mor de Cacheu                                                                                | (1703 - 1752)                                        |
| 1751 - c. 1755                                            | Francisco Roque Souto-Maior, Capitão-Mor de Cacheu                                                                   |                                                      |
| c. 1765 - 1766                                            | Sebastião da Cunha Souto-Maior, Capitão-Mor de Cacheu                                                                |                                                      |
| 1766 - 1770                                               | Bernardo de Azevedo Coutinho, Capitão-Mor de Cacheu                                                                  |                                                      |
| 1770 - c. 1775                                            | José Vicente Pereira, Capitão-Mor de Cacheu                                                                          |                                                      |
| 1775 - 1780                                               | António Vaz de Araújo, Capitão-Mor de Cacheu                                                                         |                                                      |
| 2 de Junho de 1781 - Dezembro de 1783                     | Pedro Correia de Seabra, Capitão-Mor de Cacheu                                                                       |                                                      |
| 17 de Dezembro de 1783 - 7 de Abril de 1784               | António Teles de Meneses, Capitão-Mor de Cacheu                                                                      | Morreu em funções                                    |
| 1784? - 1786                                              | João Pereira Barreto, Capitão-Mor de Cacheu                                                                          | Em exercício                                         |
| Maio de 1786 - d. Outubro de 1788                         | Luís Pedro de Araújo e Silva, Capitão-Mor de Cacheu                                                                  |                                                      |
| d. 1788                                                   | Lopo de Almeida Henriques, Capitão-Mor de Cacheu                                                                     |                                                      |
| Maio de 1793 - 1797                                       | Francisco Joaquim de Almeida Henriques, Capitão-Mor de Cacheu                                                        |                                                      |
| Dezembro de 1797 - Março de 1801                          | Manuel Pinto de Gouveia, Capitão-Mor de Cacheu                                                                       |                                                      |
| 1801 - Fevereiro de 1803                                  | José Joaquim de Sousa Trovão, Capitão-Mor de Cacheu                                                                  |                                                      |
| Fevereiro de 1803 - 1804                                  | Manuel Gonçalves dos Santos, Capitão-Mor de Cacheu                                                                   | Em exercício                                         |
| 1804                                                      | João Pereira Barreto, Jr., Capitão-Mor de Cacheu                                                                     | Em exercício                                         |
| 1804 - 1811                                               | João António Pinto, Capitão-Mor de Cacheu                                                                            |                                                      |
| 16 de Fevereiro de 1812 - 22 de Agosto de 1814            | Joaquim José Rebelo de Figueiredo e Góis, Capitão-Mor de Cacheu                                                      |                                                      |
| 22 de Agosto de 1814 - Abril de 1815                      | João Pereira Barreto, Manuel Gomes de Oliveira e António de Miranda de Carvalho, Triunvirato de Cacheu (em rebelião) |                                                      |
| Abril de 1815 - 1818                                      | João Cabral da Cunha Godolfim, Capitão-Mor de Cacheu                                                                 | 1.º Mandato                                          |
| Dezembro de 1818 - 9 de Julho de 1819                     | João Teles de Meneses Drummond, Capitão-Mor de Cacheu                                                                | Morreu em funções                                    |
| 1819? - 1821                                              | José Correia de Barros, Capitão-Mor de Cacheu                                                                        | Em exercício                                         |
| Abril de 1821 - 1823                                      | João de Araújo Gomes, Capitão-Mor de Cacheu                                                                          |                                                      |
| Dezembro de 1823 - 1826                                   | João Cabral da Cunha Godolfim, Capitão-Mor de Cacheu                                                                 | 2.º Mandato                                          |
| 1826 - 182?                                               | António Tavares da Veiga dos Santos, Capitão-Mor de Cacheu                                                           |                                                      |
| 1829 - 18??                                               | José Joaquim Lopes de Lima, Capitão-Mor de Cacheu                                                                    |                                                      |
| 1830 - 183?                                               | João Cabral da Cunha Godolfim, Capitão-Mor de Cacheu                                                                 | 3.º Mandato                                          |
| 30 de Março de 1834 - 1835                                | Honório Pereira Barreto, Capitão-Mor de Cacheu                                                                       | 1.º Mandato (1813 - 1859)                            |
| c. 1835 - 1837                                            | José António Ferreira, Capitão-Mor de Cacheu                                                                         |                                                      |
| Agosto de 1838 - 18??                                     | Delfim José dos Santos, Capitão-Mor de Cacheu                                                                        |                                                      |
| Outubro de 1842 - 1844                                    | António dos Santos Chaves, Capitão-Mor de Cacheu                                                                     |                                                      |
| Agosto de 1844 - 1846                                     | José Xavier Crato, Capitão-Mor de Cacheu                                                                             | 1.º Mandato                                          |
| 1846 - 1848                                               | Honório Pereira Barreto, Capitão-Mor de Cacheu                                                                       | 2.º Mandato (1813 - 1859)                            |
| 1848 - c. 1849                                            | José Xavier Crato, Capitão-Mor de Cacheu                                                                             | 2.º Mandato                                          |
| c. 1849 - 1852                                            | ..., Capitão-Mor de Cacheu                                                                                           |                                                      |
| 1852 - c. 1854                                            | Honório Pereira Barreto, Capitão-Mor de Cacheu, depois (1852) Governador da Praça de Cacheu                          | 3.º Mandato (1813 - 1859)                            |
| c. 1864 - c. 1865                                         | Joaquim Alberto Marques, Governador da Praça de Cacheu                                                               |                                                      |
| c. 1868 - c. 1871                                         | João Carlos Cordeiro Lobo de Almeida Neto Fortes, Governador da Praça de Cacheu                                      |                                                      |

## Bissau
| Período                                           | Incumbente                                                                 | Notas                                                          |
| ------------------------------------------------- | -------------------------------------------------------------------------- | -------------------------------------------------------------- |
| Capitania-Mor de Bissau                           |                                                                            |                                                                |
| 15 de Março de 1692 - 15 de Março de 1694         | José Pinheiro da Câmara, Capitão-Mor de Bissau                             | 1.º Mandato                                                    |
| 1694 - 1696                                       | Santos Vidigal Castanho, Capitão-Mor de Bissau                             | Morreu em 1707                                                 |
| 1696 - 1699                                       | José Pinheiro da Câmara, Capitão-Mor de Bissau                             | 2.º Mandato                                                    |
| 1699 - 1707                                       | Rodrigo de Oliveira da Fonseca, Capitão-Mor de Bissau                      |                                                                |
| Dezembro de 1707 - Novembro de 1753               | Abandonada                                                                 |                                                                |
| Novembro de 1753 - 1756?                          | Nicolau de Pina de Araújo, Capitão-Mor de Bissau                           |                                                                |
| c. 1757 - 1759                                    | Manuel Pires Correia, Capitão-Mor de Bissau                                |                                                                |
| 1759 - 17??                                       | Duarte José Róis, Capitão-Mor de Bissau                                    |                                                                |
| c. 1763 - 17??                                    | Filipe José de Souto-Maior, Capitão-Mor de Bissau                          |                                                                |
| 1766 - 1775                                       | Sebastião da Cunha Souto-Maior, Capitão-Mor de Bissau                      |                                                                |
| 1775 - 1790                                       | Inácio Xavier Baião, Capitão-Mor de Bissau                                 | Em exercício até 8 de Abril de 1775                            |
| 1790 - 1792?                                      | Alexandre Manuel, Capitão-Mor de Bissau                                    |                                                                |
| 1792 - 4 de Maio de 1793                          | Domingos da Veiga Escórcio, Capitão-Mor de Bissau                          | 1.º Mandato; em exercício                                      |
| 4 de Maio de 1793 - Junho de 1793                 | José António Pinto, Capitão-Mor de Bissau                                  | 1.º Mandato                                                    |
| Junho de 1793 - Novembro de 1793                  | Domingos da Veiga Escórcio, Capitão-Mor de Bissau                          | 2.º Mandato; em exercício                                      |
| Novembro de 1793 - 1799                           | José António Pinto, Capitão-Mor de Bissau                                  | 2.º Mandato                                                    |
| 1799 - 1800                                       | João das Neves Leão, Capitão-Mor de Bissau                                 |                                                                |
| Junho de 1800 - 1802                              | José Calazans Pereira de Sousa Pinto, Capitão-Mor de Bissau                |                                                                |
| Fevereiro de 1803 - Julho de 1804                 | António Cardoso de Faria, Capitão-Mor de Bissau                            | Morreu em funções                                              |
| Julho de 1804 - Fevereiro de 1805                 | António Cardoso de Figueiredo e Melo, Capitão-Mor de Bissau                | 1.º Mandato                                                    |
| 18 de Fevereiro de 1805 - Julho de 1811           | Manuel Pinto de Gouveia, Capitão-Mor de Bissau                             |                                                                |
| Julho de 1811 - 181?                              | António Cardoso de Figueiredo e Melo, Capitão-Mor de Bissau                | 2.º Mandato                                                    |
| Dezembro de 1815 - Janeiro de 1823                | João Higino Curvo Semedo, Capitão-Mor de Bissau                            |                                                                |
| Abril de 1823 - 1825                              | Joaquim António de Matos, Capitão-Mor de Bissau                            | 1.º Mandato (1788 - 1843)                                      |
| Dezembro de 1825 - Maio de 1826                   | Domingos Alves de Abreu Picaluga, Capitão-Mor de Bissau                    |                                                                |
| 1826 - 1827                                       | Joaquim António de Matos, Capitão-Mor de Bissau                            | 2.º Mandato (1788 - 1843)                                      |
| 18 de Janeiro de 1827 - 1829                      | Francisco José Muacho, Capitão-Mor de Bissau                               |                                                                |
| c. 1829 - Julho de 1830                           | Caetano José Nozolini, Capitão-Mor de Bissau                               | 1.º Mandato (1799 - 1850)                                      |
| Julho de 1830 - 1834                              | Joaquim António de Matos, Capitão-Mor de Bissau                            | 3.º Mandato (1788 - 1843)                                      |
| 1835                                              | Caetano José Nozolini, Capitão-Mor de Bissau                               | 2.º Mandato; em exercício (1799 - 1850)                        |
| 1835                                              | João José António Frederico, Capitão-Mor de Bissau                         | (1799 - 1846)                                                  |
| 1835 - 1836                                       | Joaquim António de Matos, Capitão-Mor de Bissau                            | 4.º Mandato; em exercício desde Dezembro de 1835 (1788 - 1843) |
| 1836 - 8 de Janeiro de 1837                       | José Eleutério da Rocha Vieira, Capitão-Mor de Bissau                      | Morreu em funções                                              |
| Janeiro de 1837 - Março? de 1837                  | José António Ferreira Martins, Capitão-Mor de Bissau                       |                                                                |
| 13 de Março de 1837 - 27 de Julho de 1839         | Honório Pereira Barreto, Capitão-Mor de Bissau                             | 1.º Mandato (1813 - 1859)                                      |
| Julho de 1839 - 1840                              | José Gonçalves Barbosa, Capitão-Mor de Bissau                              | 1.º Mandato                                                    |
| 1840 - 1841                                       | Honório Pereira Barreto, Capitão-Mor de Bissau                             | 2.º Mandato (1813 - 1859)                                      |
| 1841 - 1842                                       | José Paulo Machado, Capitão-Mor de Bissau                                  |                                                                |
| 1842                                              | Alois da Rola Dziezaski, Capitão-Mor de Bissau                             | 1.º Mandato                                                    |
| 1842 - 1843                                       | António Tavares da Veiga dos Santos, Capitão-Mor de Bissau                 |                                                                |
| 1843                                              | António José Torres, Capitão-Mor de Bissau                                 |                                                                |
| 1843 - 1844                                       | José Maria Coelho, Capitão-Mor de Bissau                                   |                                                                |
| 1844 - 1845                                       | Alois da Rola Dziezaski, Capitão-Mor de Bissau                             | 2.º Mandato                                                    |
| 1845 - 1847                                       | Joaquim de Azevedo de Alpoim, Capitão-Mor de Bissau                        |                                                                |
| 1847 - 1848                                       | Carlos Maximiliano de Sousa, Capitão-Mor de Bissau                         |                                                                |
| 1848 - 1850                                       | Caetano José Nozolini, Capitão-Mor de Bissau                               | 3.º Mandato; morreu em funções (1799 - 1850)                   |
| 1850 - 1851?                                      | Nicolau Monteiro de Macedo, Capitão-Mor de Bissau                          | Em exercício                                                   |
| 1851 - 1852?                                      | Alois da Rola Dziezaski, Capitão-Mor de Bissau                             | 3.º Mandato                                                    |
| 1852                                              | Libânio Evangelista dos Santos, Capitão-Mor de Bissau                      |                                                                |
| 1852 - 1853                                       | José Maria Lobo de Ávila, Capitão-Mor de Bissau                            |                                                                |
| 1853                                              | Francisco Alberto de Azevedo, Capitão-Mor de Bissau                        | Em exercício                                                   |
| 1853                                              | Diogo Maria de Morais, Capitão-Mor de Bissau                               |                                                                |
| 1853                                              | José Maria Correia da Silva, Capitão-Mor de Bissau                         |                                                                |
| 1853 - 1854                                       | Honório Pereira Barreto, Capitão-Mor de Bissau                             | 3.º Mandato (1813 - 1859)                                      |
| 1854                                              | Pedro Henriques Romão Ferreira, Capitão-Mor de Bissau                      |                                                                |
| 1855 - 19 de Abril de 1858                        | Honório Pereira Barreto, Capitão-Mor de Bissau                             | 4.º Mandato (1813 - 1859)                                      |
| 19 de Abril de 1858 - 27 de Junho de 1858         | António Pereira Mouzinho de Albuquerque Cota Falcão, Capitão-Mor de Bissau | Morreu em funções (1829 - 1858)                                |
| 27 de Junho de 1858 - 1858                        | João José Corsino Peres, Capitão-Mor de Bissau                             | 1.º Mandato; em exercício                                      |
| 1858 - 16 de Abril de 1859                        | Honório Pereira Barreto, Capitão-Mor de Bissau                             | 5.º Mandato; morreu em funções (1813 - 1859)                   |
| 16 de Abril de 1859 - 25 de Fevereiro de 1860     | João José Corsino Peres, Capitão-Mor de Bissau                             | 2.º Mandato; em exercício                                      |
| 25 de Fevereiro de 1860 - 25 de Fevereiro de 1862 | António Cândido Zagalo, Capitão-Mor de Bissau                              | Morreu em funções                                              |
| Fevereiro de 1862 - 28 de Março de 1863           | António Maria Maurity, Capitão-Mor de Bissau                               | Em exercício (1817 - 1868)                                     |
| 1863 - 1868                                       | Joaquim Alberto Marquês, Capitão-Mor de Bissau                             | 1.º Mandato                                                    |
| 1868                                              | Bernardo José Moreira, Capitão Mor de Bissau                               |                                                                |
| 1868 - 1869                                       | Manuel Fortunato de Meira, Capitão-Mor de Bissau                           |                                                                |
| 1869 - Janeiro de 1871                            | Álvaro Teles Caldeira, Capitão-Mor de Bissau                               | Morreu em 187?                                                 |
| Janeiro de 1871 - Junho de 1871                   | José Xavier Crato, Capitão-Mor de Bissau                                   | Em exercício                                                   |
| 30 de Junho de 1871 - 187?                        | Joaquim Alberto Marquês, Capitão-Mor de Bissau                             | 2.º Mandato                                                    |
| 187? - 1877                                       | Joaquim José Lobato de Faria, Capitão-Mor de Bissau                        | Em exercício                                                   |
| c. 1877 - 1879                                    | António José Cabral Vieira, Capitão-Mor de Bissau                          | (18?? - 1910)                                                  |

## Bolama e Rio Bolama
| Período                                                    | Incumbente | Notas         |
| ---------------------------------------------------------- | --- | ------------- |
| Comando e Feitoria de Bolama e Administração do Rio Bolama | |               |
| Junho de 1792 - 29 de Novembro de 1792                     | Philip Beaver, Comandante de Bolama - Estabelecimento Britânico na Ilha de Bolama (Colónia de Beaver) | (1766 - 1813) |
| 29 de Novembro de 1792 - 1814                              | Abandonada |               |
| 1814 - 1816                                                | Joseph Scott, Feitor de Bolama - os Britânicos fundaram uma Feitoria, mas são afastados por uma incursão dos Bijango                                                                                                |               |
| 1816 - Janeiro de 1859                                     | Abandonada |               |
| Janeiro de 1859 - 186?                                     | David Lawrence, Administrador do Rio Bolama - a Grã-Bretanha e Irlanda declara o Rio Bolama anexado à Serra Leoa em 1860                                                                                            | Em exercício  |
| a. 1866                                                    | Brownlow Layard, Administrador do Rio Bolama |               |
| c. 1867                                                    | J. A. Smith, Administrador do Rio Bolama |               |
| c. 1868 - 1 de Outubro de 1870                             | James Craig Loggie, Administrador do Rio Bolama - uma arbitragem internacional pôs termo à Questão de Bolama e concedeu Bolama a Portugal a 21 de Abril de 1870, sendo restaurada a Portugal a 1 de Outubro de 1870 |               |

## Guiné Portuguesa
| Período                                      | Incumbente                                                   | Notas |
| -------------------------------------------- | ------------------------------------------------------------ | --- |
| Soberania Portuguesa                         |                                                              | |
| 1879 (12 de Julho - 20 de Outubro)           | Augusto Frutuoso Figueiredo de Barros, Governador interino   | 1º secretário-geral do Governo da Guiné Portuguesa, quando esta província foi desanexada se Cabo Verde e se constitui em província autónoma (Decreto de 27.03.1879, B.M.U. nº 4, de 2 de Abril).Governador interino (P.G. nº 58, de 12.07.1879), exonerado por P.P. nº 113, de 20 de Outubro. |
| 1881 - 1884                                  | Pedro Inácio de Gouveia, Governador                          | 1.º Mandato |
| 1885 - 1886                                  | Francisco de Paula Gomes Barbosa, Governador                 | |
| 1886 - 1887                                  | José Eduardo de Brito, Governador                            | |
| 1887                                         | Eusébio Castelo do Vale, Governador                          | |
| 30 de Maio de 1887 - 4 de Setembro de 1888   | Francisco Teixeira da Silva, Governador                      | |
| 1888 - 1890                                  | Joaquim da Graça Correia e Lança, Governador                 | |
| 1890 - 1891                                  | Augusto Rogério Gonçalves dos Santos, Governador             | |
| 26 de Julho de 1891 - 1895                   | Luís Augusto de Vasconcelos e Sá, Governador                 | |
| 24 de Abril de 1893 - 23 de Outubro de 1893  | César Gomes Barbosa, Governador                              | |
| 1895                                         | Eduardo de Oliveira, Governador                              | |
| 1895 - 1897                                  | Pedro Inácio de Gouveia, Governador                          | 2.º Mandato |
| 1897 - 1898                                  | Álvaro Herculano da Cunha, acting Governador                 | 1.º Mandato |
| 1898 - 1899                                  | Albano Mendes de Magalhães Ramalho, Governador               | |
| 1899 - 1900                                  | Álvaro Herculano da Cunha, acting Governador                 | 2.º Mandato |
| 1901 - 1903                                  | Joaquim Pedro Vieira Júdice Bicker, Governador               | |
| 1903 - 1904                                  | Alfredo Cardoso de Soveral Martins, acting Governador        | |
| 1904                                         | João Mateus Lapa Valente, acting Governador                  | |
| 1904 - 1906                                  | Carlos de Almeida Pessanha, Governador                       | |
| 1906 - 1909                                  | João Augusto de Oliveira Muzanty, Governador                 | |
| 1909 - 1910                                  | Francelino Pimentel, Governador                              | |
| 23 de Outubro de 1910 - Agosto de 1913       | Carlos de Almeida Pereira, Governador                        | |
| 1913 - 1914                                  | José António de Andrade Sequeira, Governador                 | 1.º Mandato |
| 1914 - 1915                                  | José de Oliveira Duque, Governador                           | 1.º Mandato |
| 1915 - 1917                                  | José António de Andrade Sequeira, Governador                 | 2.º Mandato |
| 1917                                         | Manuel Maria Coelho, Governador                              | |
| 1917 - 1919                                  | Carlos Ivo de Sá Ferreira, Governador                        | |
| 1919                                         | José de Oliveira Duque, Governador                           | 2.º Mandato |
| 1919                                         | José Luís Teixeira Marinho, Governador                       | |
| 1919 - 1920                                  | Henrique Alberto de Sousa Guerra, Governador                 | |
| 1921 - 1926                                  | Jorge Frederico Velêz Caroco, Governador                     | |
| 1927 - 1931                                  | António Leite de Magalhães, Governador                       | |
| 1931 - 1932                                  | João José Soares Zilhão, Governador                          | |
| 1932 - 1940                                  | Luís António de Carvalho Viegas, Governador                  | |
| 1941 - 1945                                  | Ricardo Vaz Monteiro, Governador                             | |
| 25 de Abril de 1945 - 1950                   | Manuel Maria Sarmento Rodrigues, Governador                  | |
| 1951 - 13 de junho de 1953                   | Raimundo António Rodrigues Serrão, Governador                | |
| 13 de junho de 1953 - 3 de dezembro de 1953  | Fernando Pimentel (Portugal), Encarregado do governo         | [ 1 ] |
| 3 de Dezembro de 1953 - 1956                 | Diogo António José Leite Pereira de Melo e Alvim, Governador | |
| 1957 - 1958                                  | Álvaro Rodrigues da Silva Tavares, Governador                | |
| 1958 - 1962                                  | António Augusto Peixoto Correia, Governador                  | |
| 1962 - 1965                                  | Vasco António Martínez Rodrigues, Governador                 | |
| 1965 - 1968                                  | Arnaldo Schulz, Governador                                   | |
| 20 de Maio de 1968 - 1973                    | António Sebastião Ribeiro de Spínola, Governador             | |
| 30 de Agosto - 24 de Setembro de 1973        | José Manuel de Bettencourt Conceição Rodrigues, Governador   | |
| República da Guiné-Bissau                    | Declaração da Independência                                  | Declaração da Independência |
| 24 de Setembro de 1973 - 27 de Abril de 1974 | José Manuel de Bettencourt Conceição Rodrigues, Governador   | |
| 27 de Abril - 2 de Maio de 1974              | Mateus da Silva, Governador                                  | |
| 2 de Maio - Maio de 1974                     | São Gouveia, Governador                                      | |
| Maio - 10 de Setembro de 1974                | Carlos Alberto Idães Soares Fabião, Governador               | |
| 10 de Setembro de 1974                       | Reconhecimento da independência da República da Guiné-Bissau | Reconhecimento da independência da República da Guiné-Bissau |

A continuação, após a independência, prossegue em Lista de presidentes de Guiné-Bissau.